# 琴脂鯉科
琴脂鯉科為輻鰭魚綱脂鯉目的其一科。

## 分類
琴脂鯉科下分3個屬，如下：

### 脊鱗琴脂鯉屬（Citharidium）
- 脊鱗琴脂鯉（Citharidium ansorgii）

### 瑙琴脂鯉屬（Citharinops）
- 瑙琴脂鯉（Citharinops distichodoides distichodoides）

### 琴脂鯉屬（Citharinus）
- 月琴脂鯉（Citharinus citharus ）
- 小鱗琴脂鯉（Citharinus congicus）
- 迦納琴脂鯉（Citharinus eburneensis）
- 駝背琴脂鯉（Citharinus gibbosus）
- 側琴脂鯉（Citharinus latus）
- 大鱗琴脂鯉（Citharinus macrolepis）